# Boniface Abel Sikowo
Boniface Abel Sikowo (* 27. Juli 1999) ist ein ugandischer Leichtathlet, der sich auf den Hindernislauf spezialisiert hat.

## Sportliche Laufbahn
Erste internationale Erfahrungen sammelte Boniface Abel Sikowo 2015 bei den Jugendweltmeisterschaften in Cali, bei denen er im 2000-Meter-Hindernislauf in 5:40,05 min den fünften Platz belegte. 2017 qualifizierte er sich erstmals für die Weltmeisterschaften in London, bei denen er aber mit 8:43,86 min in der Vorrunde ausschied. 2019 nahm er erstmals an den Afrikaspielen in Rabat teil und belegte dort in 8:28,53 min den fünften Platz, ehe er bei den Weltmeisterschaften in Doha mit 8:27,96 min erneut im Vorlauf ausschied.

## Persönliche Bestleistungen
- 3000 m Hindernis: 8:25,91 min, 15. Juni 2019 in Šamorín